# شحرور
الشُّحْرُور بضَمِّ أَوَّلِه أو بفتحه هو طائر ينتمي إلى فصيلة السمنة، يعيش ويتكاثر في أوروبا و‌آسيا و‌شمال أفريقيا كذلك جرى استقدامه إلى أستراليا و‌نيوزيلندا.
لهذا الطائر عدد من النويعات المختلفة على مدى انتشاره الواسع، بعض هذه النويعات «خاصةً الموجودة في آسيا» قد تعتبر نوعاً مستقلاً بذاته، تعيش في مواطنها إما كطيورٍ مُقيمة أو كطيورٍ مهاجرة، قد تشمل الهجرة بعض الأسراب أو تشملها جميعها، وذلك يعتمد على دائرة خط العرض لمنطقة عيش الطائر.
في معظم أنحاء أوروبا وضمن عدّة نويعات مختلفة، توصف الذكور البالغة بريشٍ أسود اللون، باستثناء حلقة دائرية صفراء حول العين، كذلك بمنقارٍ أصفر، وتتميز بتغريدات شجية اللحن، أما الإناث البالغة والطيور اليافعة فريشها «بشكل رئيسي» بلونٍ بنيٍّ داكن.
يتكاثر الشحرور في الغابات والحدائق، ويبني عشًا أنيقًا مبطنًا بالطين على شكل كوب، وتعتبر طيوراً نهِمة، فهي تتغذى على مجموعة واسعة من الحشرات و‌ديدان الأرض بالإضافة إلى التوت و‌الفواكه.
عندما يتعلق الأمر بمنطقة التكاثر، فإن كلاً من الذكر والإنثى يُعتبران «حيوانات مناطقية»، أي تحدد أرضاً لها وتدافع عنها، وتقوم بعروضٍ تهديدية لافتة للنظر، لكنها أكثر تسامحاً أثناء الهجرة وفي فترة الشتاء. بالنسبة للمناطق ذات المناخ المعتدل، فإن الأزواج تبقى معاً في أراضيها على مدار السنة.

## التصنيف والتسمية
وصف طائر الشُّحرُور بتصنيفه الحالي (Turdus merula) العالِم السويدي كارولوس لينيوس في عام 1758 وقد أورد ذلك في الطبعة العاشرة من كتاب Systema Naturae. التصنيف اسم لاتيني من مقطعين، الأول Turdus والذي يعني طائر السمنة، والثاني merula والذي يعني الطائر الأسود.
يوجد منه نحو 65 نوعاً من الطيور تتبع جنس السمنة تتراوح أحجامها بين الكبيرة والمتوسطة وتتميز برؤوسٍ مدورة وأجنحة طويلة مدببة وتغريدات شجية عادة. يُذكر أن اثنين من طيور السمنة الأوروبية، طائر السمنة المطربة وطائر السمنة الكبيرة، هي فروع مبكرة من نسل السمنة الأوراسي التي انتشرت شمالاً قادمةً من أفريقيا، لكنّ الشُّحرُور ينحدر من نسل الأجداد التي انتشرت من أفريقيا واستعمرت جزر الكاريبي أولاً ومن ثم وصلت في وقت لاحق إلى أوروبا. يشبه طائر الشُّحرُور في صفاته الجينية طائر سمنة الجزر الذي ينتشر في جنوب شرق آسيا والجزر في جنوب غرب المحيط الهادئ، ومع ذلك يوجد بعض الفروقات بينهما.

## معرض صور

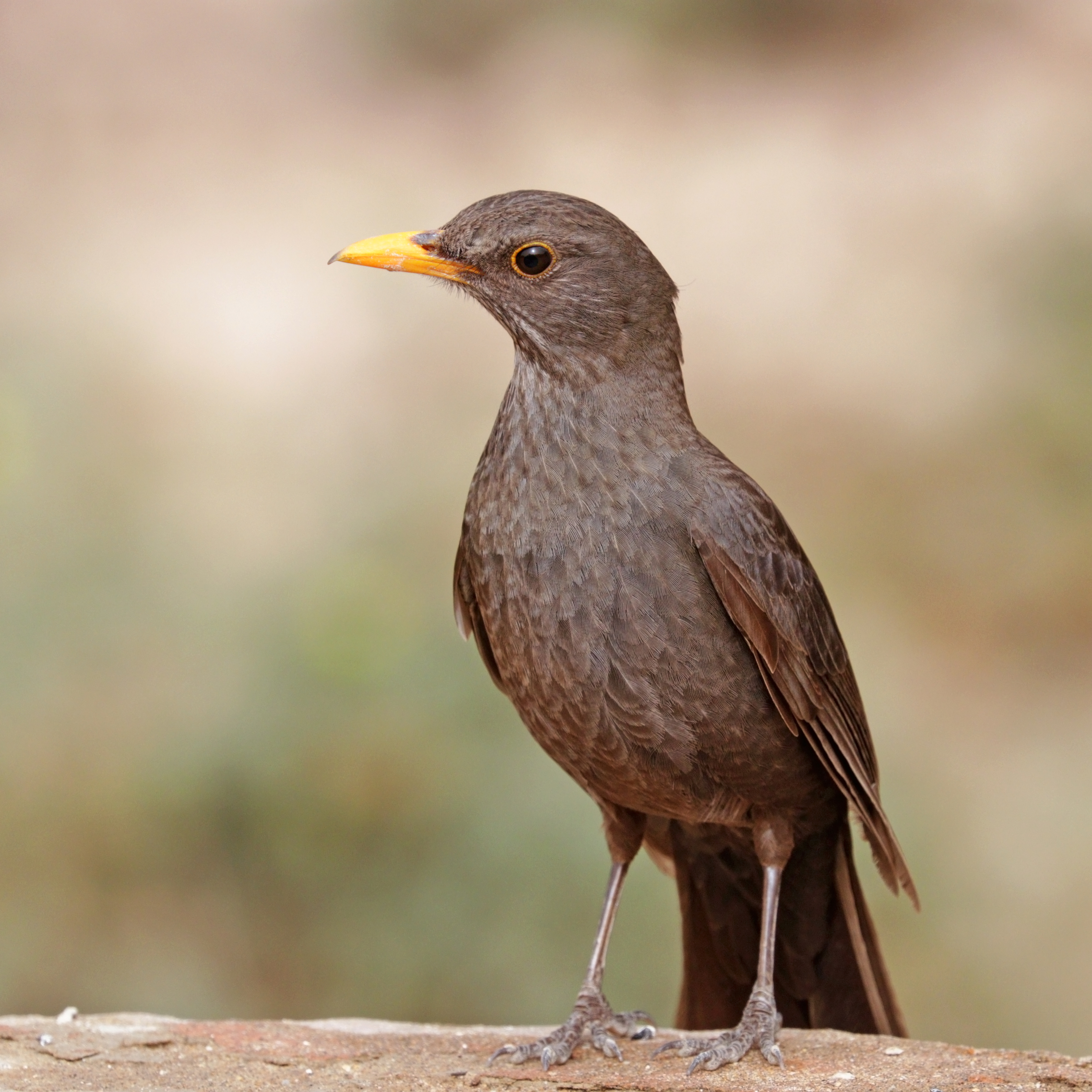
أثنى الشحرور بمتنزه سوس ماسة الوطني، المغرب
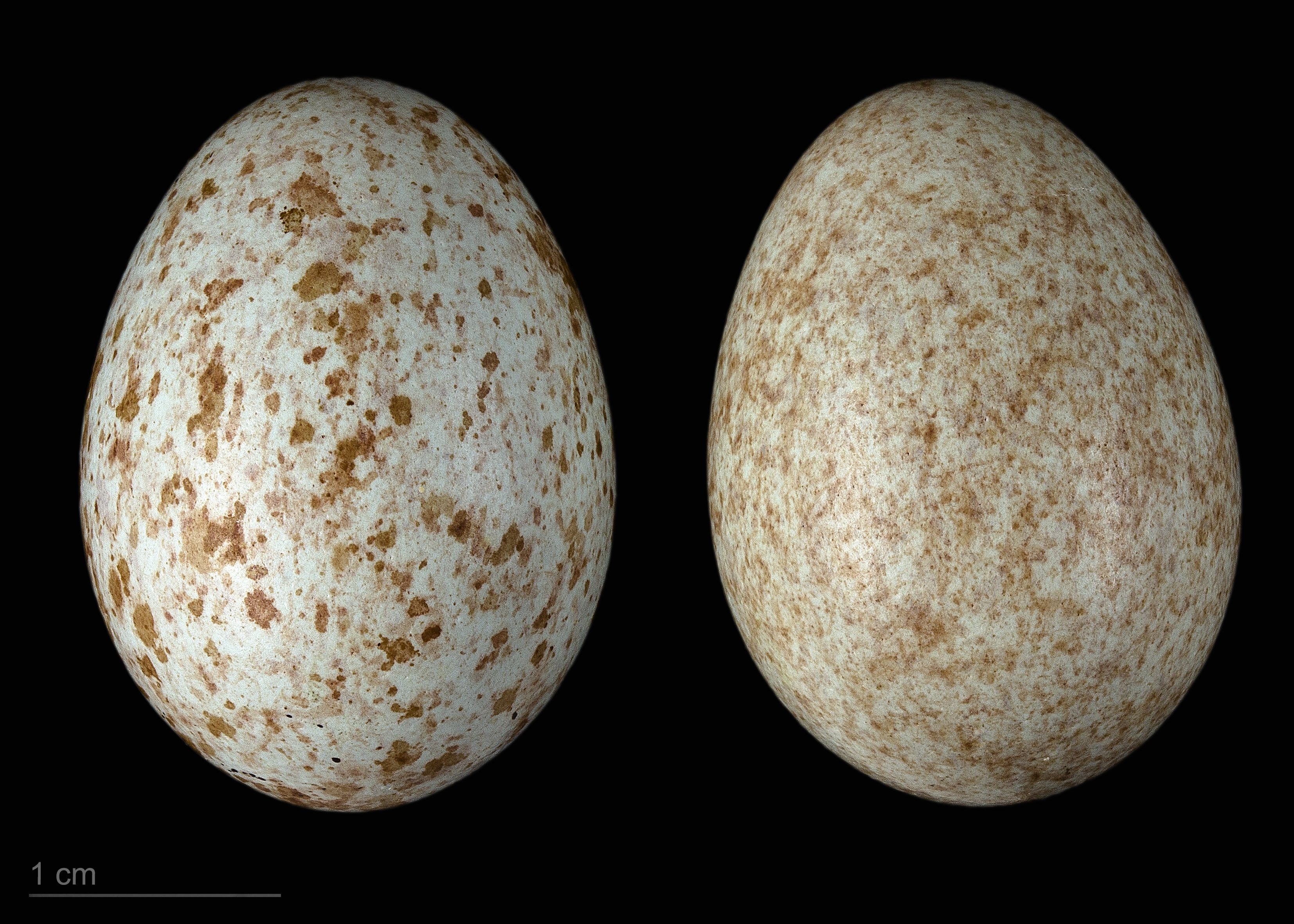
بيض الشحرور، مجموعة جاك بيرين دي بريشامبو